# Къща на Георги Стойнов
Къщата на Георги Стойнов се намира на ъгъла на улиците „Александровска“ и „Раковска“ в Русе.
Построена е през 1920-те години. Заедно със съседните сгради оформя интересен архитектурен комплекс. През 1930-те и 1940-те години в сградата се намира неговата фабрика за химическо чистене и парно боядисване „Химчи“.
Първият етаж в сградата е обитаван от семейството на собственика. Негов наследник и син е Любен Стойнов, роден през 1932 година – пианист и преподавател по музика от дълги години в Германия. Той я продава на Иван Хаджииванов, който полага необходимите грижи, за да бъде запазена къщата като част от стария Русе.